# USS Tulagi (CVE-72)
Авіаносець «Тулагі» (англ. USS Tulagi (CVE-72)) — ескортний авіаносець США часів Другої світової війни, типу «Касабланка».

## Історія створення
Авіаносець «Тулагі» був закладений 7 червня 1943 року на верфі Kaiser Shipyards у Ванкувері під ім'ям  Fortezela Вау, але 6 листопада 1943 року був перейменований на «Тулагі». Спущений на воду 15 листопада 1943 року, вступив у стрій 21 грудня 1943 року.

## Історія служби
Після вступу в стрій у серпні 1944 року авіаносець «Тулагі» брав участь у Південно-Французькій десантній операції.
В жовтня 1944 року був переведений на Тихий океан, де використовувався як протичовновий авіаносець.
«Тулагі» забезпечував дії десанту в затоці Лінгаєн (о. Лусон, січень 1945 року), в битві за Іодзіму (лютий-березень 1945 року) та битві за Окінаву (квітень-червень 1945 року).
30 квітня 1946 року авіаносець був виведений в резерв. 
8 травня 1946 року «Тулагі» був виключений зі списків флоту і зданий на злам.